# Сырковское сельское поселение
Сырковское сельское поселение — упразднённое с 1 апреля 2014 годамуниципальное образование в Новгородском муниципальном районе Новгородской области России.
Административным центром была деревня Сырково.
Территория прежнего сельского поселения расположена к северо-западу от Великого Новгорода. Площадь территории поселения — 131,3 км². По территории муниципального образования протекает река Веряжа.

## История
Сырковское сельское поселение было образовано в соответствии с законом Новгородской области от 11 ноября 2005 года № 559-ОЗ. Постановлением Администрации Новгородской области от 27 января 2006 года № 37 утверждены границы населённых пунктов Сырковского сельского поселения. 1 апреля 2014 года областным законом № 533-ОЗ Ермолинское сельское поселение, Григоровское сельское поселение и Сырковское сельское поселение преобразованы во вновь образованное муниципальное образование Ермолинское сельское поселение с определением административного центра в деревне Ермолино.

## Населённые пункты
На территории прежнего сельского поселения расположены 3 населённых пункта (деревни): Болотная, Вяжищи и Сырково.

## Население
| 2010 | 2012  | 2013  | 2014  |
| ---- | ----- | ----- | ----- |
| 3007 | ↗3052 | ↗3071 | ↗3138 |

## Политическая ситуация
Главой сельского поселения осенью 2008 года был избран Козлов Александр Алексеевич (директор магазина «Веряжка»), выдвинутый местным отделением политической партии «Единая Россия», прежний глава поселения Павлов Аркадий Дмитриевич решением Новгородского районного суда летом того же года был лишён права занимать выборные должности в органах местного самоуправления сроком на 3 года.

## Социально-значимые объекты
В деревне Болотная находится:
1. ГУСО "Новгородский социальный приют для детей «Радуга»;
2. МОУ «Вяжищская основная общеобразовательная школа»[12]

В деревне Вяжищи действует филиал МУК «Борковский межпоселенческий Центр народного творчества и досуга»: Вяжищский Центр досуга.
В деревне Сырково есть:
1. МУК «Межпоселенческая центральная библиотека»: Сырковский филиал № 26
2. детский сад (в здании после реконструкции планируется размещение Дома культуры);
3. филиал МУК «Борковский межпоселенческий Центр народного творчества и досуга»: Сырковский сельский дом культуры[13]
  - в Сырковском сельском доме культуры есть народный вокальный ансамбль «Иван да Марья»[15]
4. ГОУ — профессиональное училище № 16[16]
5. МОУ «Сырковская средняя общеобразовательная школа»[17]
6. Отделение почтовой связи «Сырково» почтамта «Великий Новгород» «ФГУП Почта России», почтовый индекс — 173507[18].

## Экономика
В Сырково расположена территория МУП «Новгородская МТС» в прошлом «Сельхозтехника». В 2001 году на свободных производственных площадях МУП «Новгородская МТС» в деревне Сырково был создан завод по производству кровельных и гидроизоляционных материалов ООО «ТехноКров». С осени 2002 года предприятие начало выпуск продукции, годовая производственная мощность в 2006 году составляла 690,8 тыс. м².
В деревне Сырково с 2007 года строится (в 2008 году введена I очередь) производственно-логистический центр площадью 16 га по переработке пищевых продуктов из Китая и оказанию логистических услуг — ООО "Логистический центр «Великая гора», в том числе цеха по расфасовке чая и изготовлению чипсов. Плановая производственная мощность предприятия 5 тыс. тонн продуктов, услуги по транспортировки грузов — 80 тыс. тонн в год. Общая стоимость проекта — 31,2 млн долларов США.

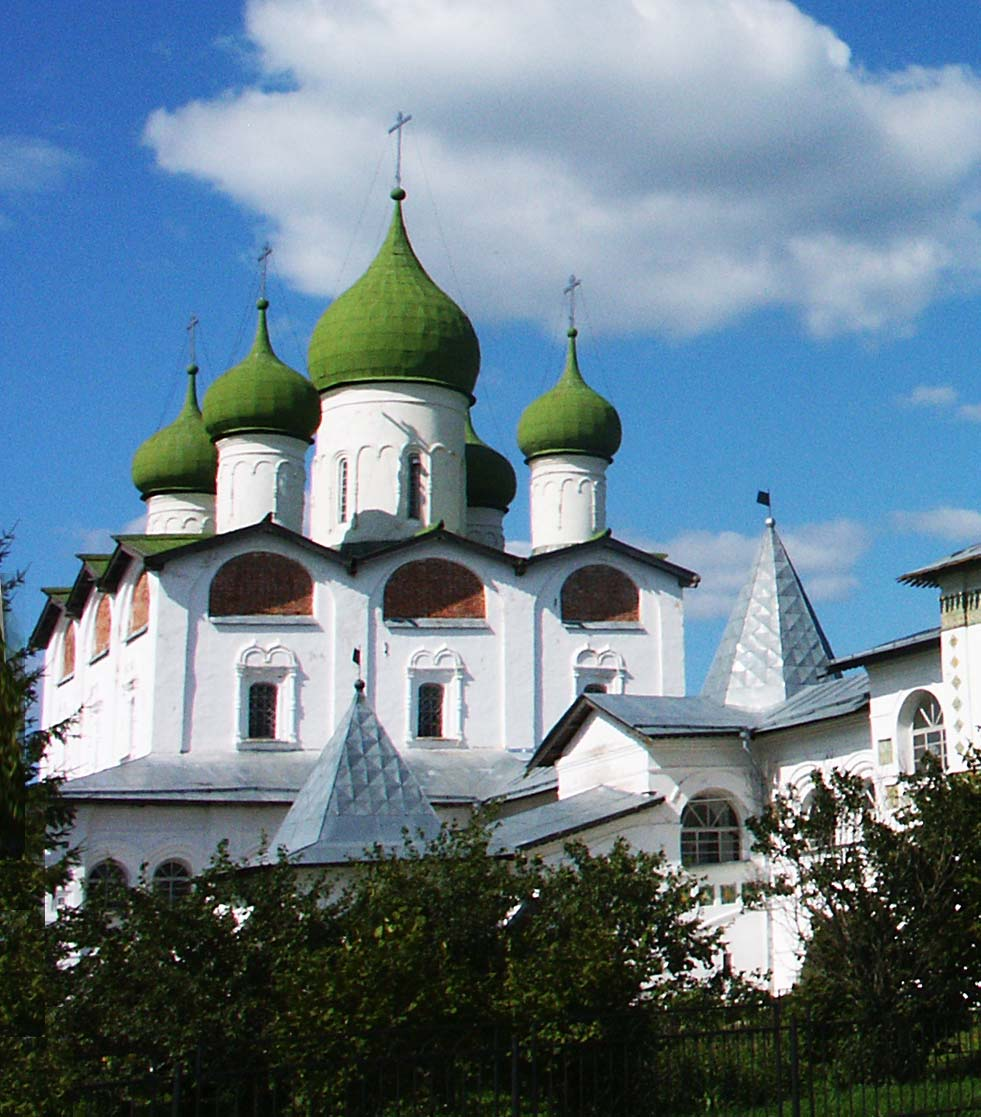
Николо-Вяжищский монастырь

## Достопримечательности
- В деревне Сырково — памятник Героям Советской армии 1941—1944, Владимирский собор Сыркова монастыря.
- Близ деревни Вяжищи — Николо-Вяжищский ставропигиальный женский монастырь Русской Православной Церкви.

## Транспорт
Административный центр сельского поселения — Сырково, связан с областным центром городским маршрутом автобуса (№ 14) Великого Новгорода, путь которого пролегает по Сырковскому шоссе, также по территории поселения проходит Лужское шоссе (Луга — Великий Новгород), автодорога Новгород — Болотная, по которой в деревню Болотная через Вяжищи следует пригородный автобусный маршрут № 123. По административной границе территории поселения проходят пути Октябрьской железной дороги двух линий:
1. линия Новгород-на-Волхове — Новолисино — С.Петербург-Витебский, на восточной границе территории муниципального образования есть два остановочных пункта: Болотная и Вяжищи;
2. линия Новгород-на-Волхове — Новгород-Лужский — Батецкая — Луга I, неподалёку от южной границы территории муниципального образования есть остановочный пункт «88 км».

## Экология
Сырковское сельское поселение расположено неподалёку от потенциально опасных в части экологической безопасности производственных площадей:
- близ деревни Болотная в начале 2000-х годов был построен Новгородский Металлургический завод по производству катодной меди[24];
- к восточной границе поселения примыкает территория крупнейшего предприятия области — химического «гиганта» ОАО «Акрон»[3].

В результате жизнедеятельности человека пропускная способность реки Веряжа снизилась, качество воды по многим показателям перестало соответствовать требованиям, вследствие чего проводятся работы по изучению, сохранению водного объекта, и созданию проекта благоустройства поймы реки Веряжи.